# イブニングネットワークきんき
『イブニングネットワークきんき』は、1988年4月4日から1997年3月31日までNHK大阪放送局で放送されていたローカルワイドニュース番組である。

## 概要
NHKの夕方のローカルニュースの放送枠が18時から19時までの1時間に拡大したことに伴い1988年4月4日より放送開始。関西のニュース・地域情報のほか、経済情報・スポーツのコーナーも設け、それぞれに専任のキャスターを置いた。
1988年5月20日にはNHK大阪放送局とKBS釜山放送総局の交流の一環で、「イブニングネットワークきんき」で放送されたニュースを再構成して、韓国の「KBS9時ニュース」と中継をしながら放送された。

## 放送時間
| 放送期間 | 放送期間  | 放送時間                              |
| -------- | --------- | ------------------------------------- |
| 1988.4.4 | 1991.3.29 | 月曜日 - 金曜日 18:00 - 19:00（60分） |
| 1991.4.1 | 1993.4.2  | 月曜日 - 金曜日 18:00 - 18:57（57分） |
| 1993.4.5 | 1997.3.31 | 月曜日 - 金曜日 18:30 - 18:58（28分） |

## 出演者
キャスター
| 期間      | 期間      | キャスター      | キャスター        |
| 期間      | 期間      | 男性            | 女性              |
| --------- | --------- | --------------- | ----------------- |
| 1988.4.4  | 1989.3.31 | 明石勇 立川秀明 | 上田早苗          |
| 1989.4.3  | 1990.3.30 | 明石勇 阿部達生 | 河内理恵          |
| 1990.4.2  | 1991.3.29 | 明石勇 佐藤淳   | 河内理恵          |
| 1991.4.1  | 1992.3.27 | 酒井茂樹        | 岸本多万重        |
| 1992.3.30 | 1995.3.31 | 内多勝康        | 金井亜紀 三宅道子 |
| 1995.4.3  | 1997.3.31 | 畠山智之        | 今村智美          |

スポーツ
- 新山里架[注釈 1]
- 高田尚味

気象情報
- 藤村日出夫（日本気象協会）

## テーマ曲
- 1995年4月3日 - 1997年3月31日:ジョン・マンチェスター「Millennium: Opening Theme」（オープニング）・ジョン・マンチェスター「Think Positive」（エンディング）